# Rado Dagarin
Rado Dagarin, slovenski slikar, * 1. december 1960, Ljubljana.

## Življenje in delo
Rado Dagarin je doma iz Škofje Loke. Po končani gimnaziji je končal študij leta 1984 na oddelku za likovno pedagogiko Pedagoške akademije pri prof. Ivu Mršniku. Član Društva slovenskih likovnih umetnikov je od leta 1996.
Razstavljal je v Škofji Loki, Ljubljani in drugod. Slika predvsem na les.
1. ↑  https://www.obrazislovenskihpokrajin.si/oseba/dagarin-rado/